# The Switchman's Tower
The Switchman's Tower è un cortometraggio muto del 1911. Non si conosce il nome del regista del film che venne prodotto dalla Edison.

## Produzione
Il film fu prodotto dalla Edison Manufacturing Company.

## Distribuzione
Distribuito dalla General Film Company, il film - un cortometraggio in una bobina - uscì nelle sale cinematografiche statunitensi  il 4 agosto 1911.